# Balan (Syria)
Balan (arab. بلان) – wieś w Syrii, w muhafazie Aleppo. W 2004 roku liczyła 227 mieszkańców.